# Linia kolejowa nr 996
 Linia kolejowa nr 996 – drugorzędna, jednotorowa, częściowo zelektryfikowana linia kolejowa łącząca stację Lubiewo z rejonem SiB stacji Świnoujście.
Linia na odcinku 0,161 km – 10,936 km została ujęta w kompleksową i bazową towarową sieć transportową TEN-T.
| kilometraż | kilometraż | pociągi pasażerskie                         | autobusy szynowe i EZT                      | pociągi towarowe                            |
| od         | do         | Tor nieparzysty (kierunek: Świnoujście SiB) | Tor nieparzysty (kierunek: Świnoujście SiB) | Tor nieparzysty (kierunek: Świnoujście SiB) |
| -0,161     | 0,744      | 30                                          | 30                                          | 30                                          |
| 0,744      | 6,316      | 0                                           | 0                                           | 0                                           |
| 6,316      | 11,303     | 30                                          | 30                                          | 30                                          |

## Galeria

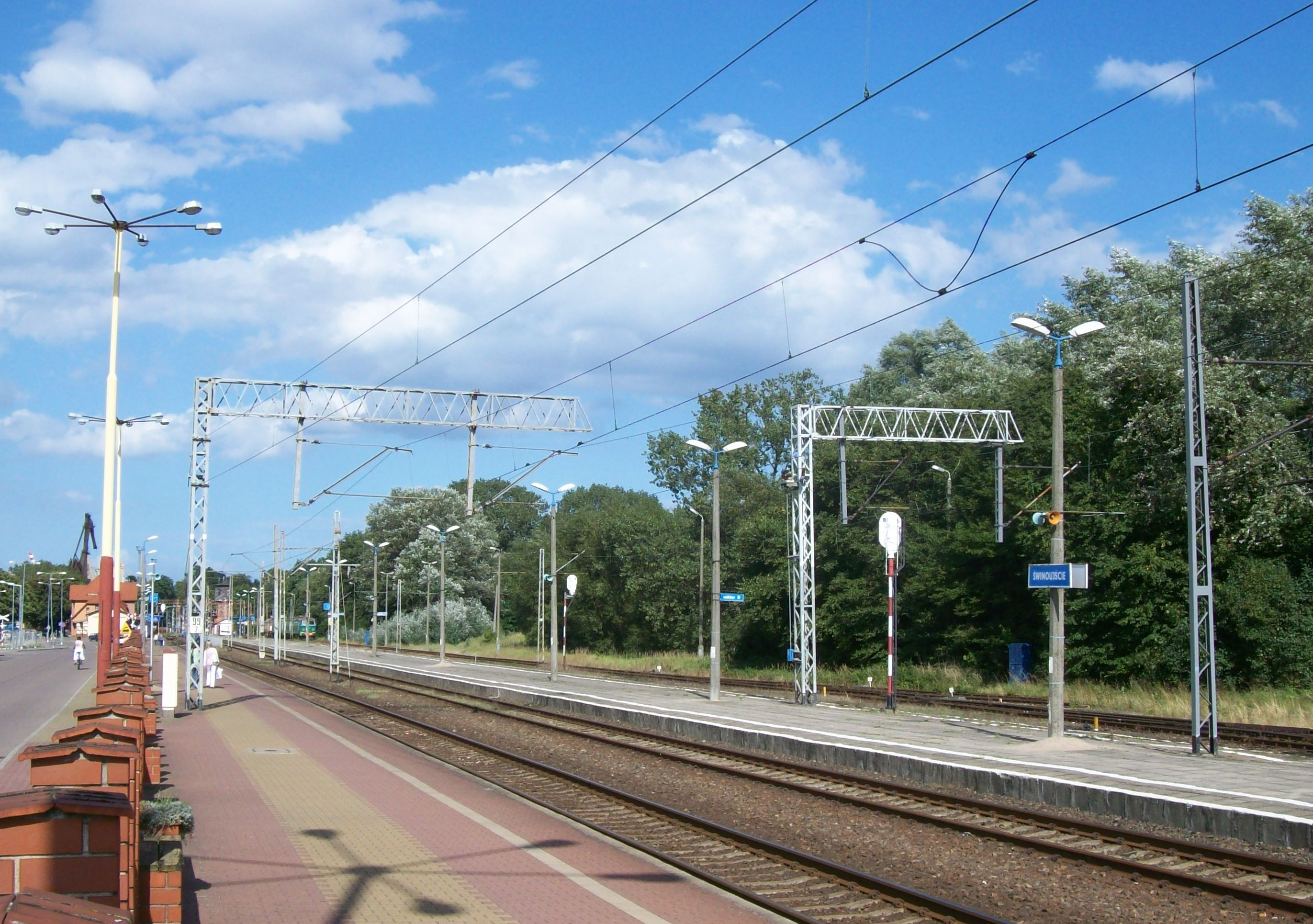
Stacja Świnoujście.
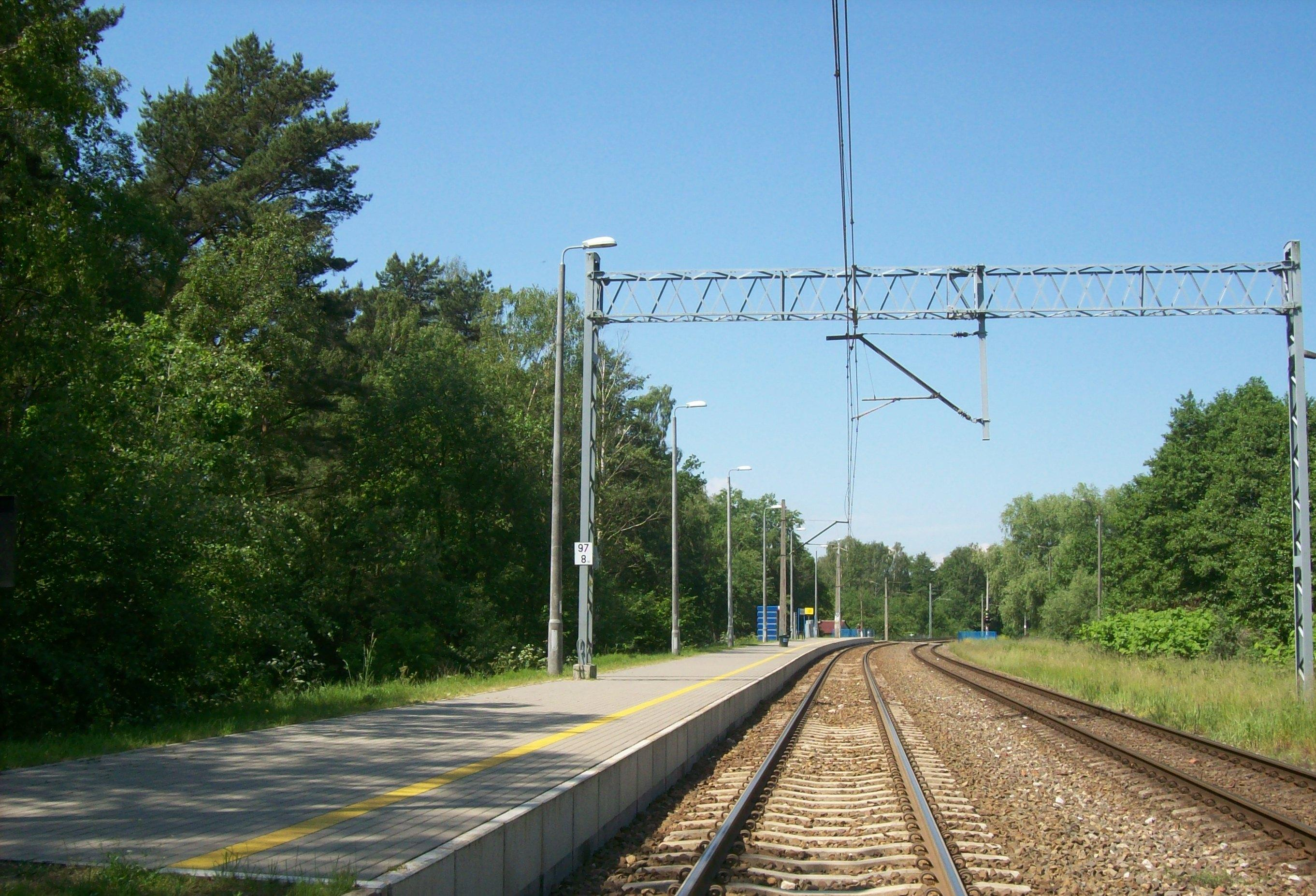
Przystanek Świnoujście Warszów.